# Charles B. Pierce
Charles Bryant Pierce (Hammond, 16 giugno 1938 – Dover, 5 marzo 2010) è stato un regista, sceneggiatore, produttore cinematografico, direttore della fotografia, attore e presunto arredatore di scena statunitense.
Considerato uno dei primi protagonisti del cinema indipendente moderno, diresse tredici film in ventisei anni di carriera e in particolare divenne celebre per aver realizzato The Legend of Boggy Creek (1973) e La città che aveva paura (1976), entrambi divenuti dei cult.
Visse nell'Arkansas per buona parte della sua vita e proprio lì ambientò The Legend of Boggy Creek, il suo debutto dietro la macchina da presa. Un falso documentario dal basso budget ispirato alla leggenda del mostro di Fouke, guadagnò circa 25 milioni di dollari al botteghino e spinse Pierce a proseguire nella produzione di pellicole poco costose e ambientate nello Stato del sud degli Stati Uniti, tra le quali spicca per l'appunto La città che aveva paura, basata sulla storia vera degli omicidi del fantasma di Texarkana.
La sua carriera proseguì negli anni ottanta, quando co-scrisse con Earl E. Smith il soggetto per il film diretto da Clint Eastwood Coraggio... fatti ammazzare, del 1983, del quale affermò di aver ideato la frase «Go ahead, make my day», divenuta una delle più celebri della storia del cinema. Dopo anni di pressioni da parte dei produttori, egli accettò di realizzare nel 1985 il sequel di The Legend of Boggy Creek, Yeti - La leggenda continua (Boggy Creek II: And the Legend Continues), che fu stroncato da critica e pubblico, tanto da venire ritenuto il punto più basso della sua carriera. Inoltre fu il soggetto della sesta puntata della decima stagione della serie televisiva Mystery Science Theater 3000. In seguito a L'uomo delle grandi pianure (1987), del quale non ebbe il final cut, Pierce perse quasi ogni interesse per il cinema, dirigendo negli anni novanta solo due pellicole per l'home video.

## Biografia

### I primi anni
(Charles B. Pierce)

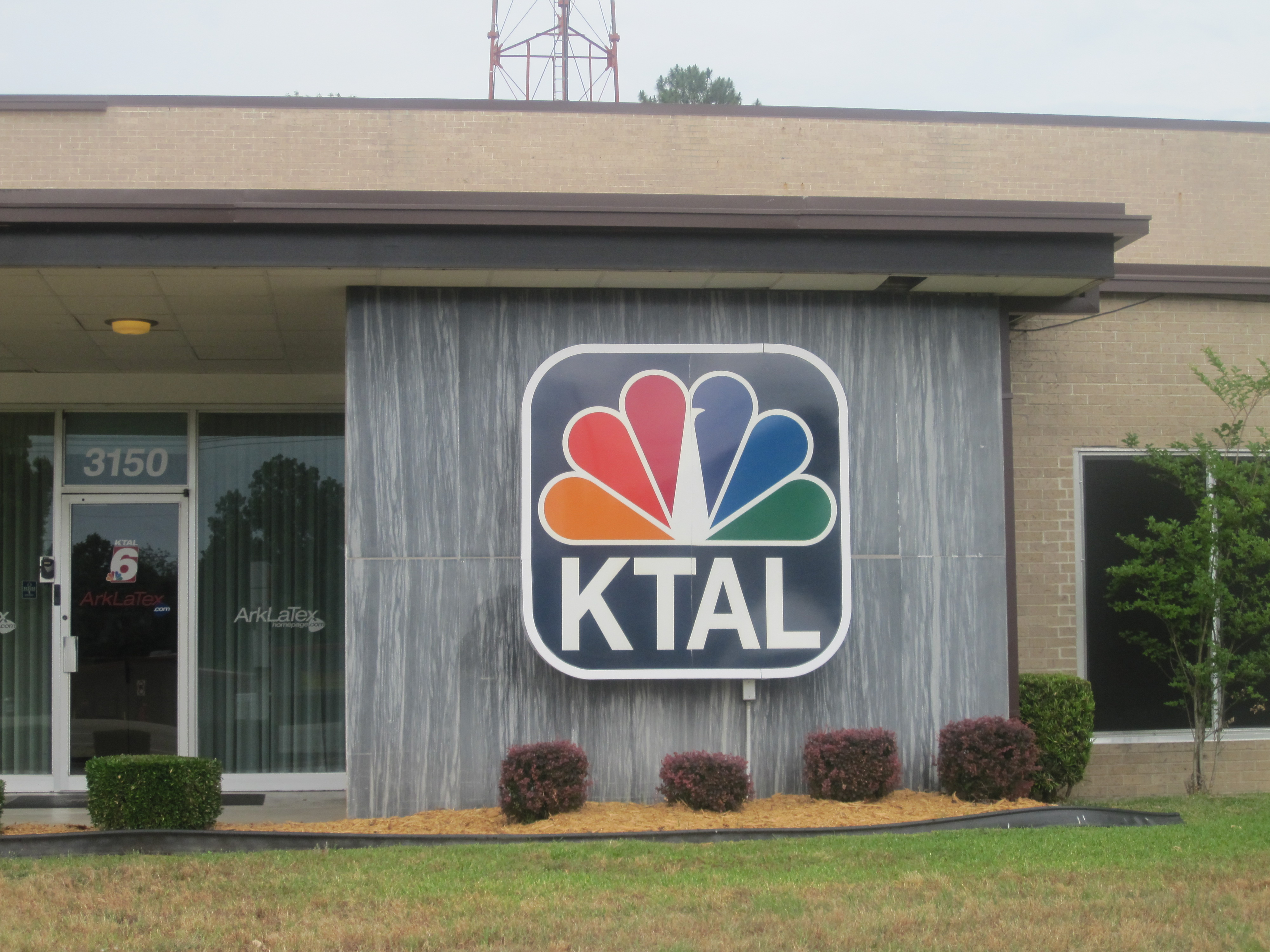
Lo studio dell'emittente KTAL-TV a Shreveport, dove iniziò a lavorare Charles B. Pierce

Primo di tre figli, Charles Bryant Pierce nacque ad Hammond, cittadina dell'Indiana, il 16 giugno 1938, da Mack McKenny Pierce e Mayven Bryant Pierce. Quando aveva ancora pochi mesi di vita, la sua famiglia si trasferì ad Hampton, nel sud dell'Arkansas. Là divenne vicino e amico d'infanzia del futuro regista Harry Thomason, con il quale si divertì a realizzare dei filmini nel cortile di casa con una cinepresa da 8 millimetri. Verso la metà degli anni sessanta, ebbe la sua prima incursione professionale nell'intrattenimento mediatico presso l'emittente televisiva KTAL-TV di Shreveport (in Louisiana), dapprima come direttore artistico e poi come meteorologo e presentatore per uno spettacolo di cartoni animati per bambini.
Pierce continuò a lavorare nelle stazioni televisive della Louisiana e del Texas fino al 1969, quando si trasferì a Texarkana, sempre in Arkansas, e acquistò una macchina fotografica con pellicola a 16 millimetri, avviando un'agenzia pubblicitaria. Iniziò con un contratto con la Ledwell & Son Enterprises, un'azienda texana che costruiva rimorchi a diciotto ruote e attrezzature agricole, per la quale realizzò degli spot pubblicitari (composti da riprese effettuate a bordo dei veicoli sull'autostrada) che andarono in onda in tutti gli Stati Uniti del sud-ovest e che contribuirono, come egli stesso raccontò più avanti, a creargli una certa reputazione e a lanciare la sua carriera cinematografica. Nello stesso periodo interpretò un personaggio chiamato Sindaco Chuckles in The Laffalot Club, uno spettacolo televisivo per bambini di una rete locale. Fu nei primi anni settanta che scelse di intraprendere la strada del cinema, secondo i principali biografi e studiosi lavorando come arredatore di scena per numerosi episodi di serie TV (come Per favore non mangiate le margherite, del 1966, o Hondo, del 1967) e film (tra cui Pookie di Alan J. Pakula, del 1969, e Il pirata dell'aria di John Guillermin, uscito nel 1972), venendo accreditato come Charles Pierce. Ciononostante non è chiaro se avesse effettivamente svolto quell'attività (protrattasi per tutta la sua carriera), dato che la figlia Amanda Squitiero, nell'intervista The Art of the Possible: Charles B. Pierce’s Arkansas Cinema condotta da Daniel Kremer per il webzine Filmmaker Magazine, affermò che «Quello era totalmente un altro Charles Pierce». Sicuramente intorno al 1971 decise di realizzare in maniera indipendente un suo lungometraggio e così chiese dei finanziamenti a L.W. Ledwell, proprietario della Ledwell & Son Enterprises. Questi si disse scettico all'idea ma alla fine accettò di dargli circa 100 000 dollari del budget dei 160 000 necessari per produrre quello che sarebbe stato The Legend of Bobby Creek.

### The Legend of Boggy Creek
(Amanda Squitiero)
The Legend of Boggy Creek, come accennato, fu ispirato alla leggenda del mostro di Fouke, una creatura alta due metri e simile al Bigfoot che vivrebbe nelle paludi vicino a Fouke, nell'Arkansas. Pierce, dopo aver intervistato i residenti della città che affermavano di aver incontrato l'essere, rimase talmente colpito dall'autenticità e attinenza col reale di quelle testimonianze oculari, che ingaggiò Earl E. Smith, un suo conoscente del settore pubblicitario, per adattarle in una sceneggiatura. Le riprese si svolsero sia a Fouke che a Texarkana e Shreveport, sfruttando una cinepresa che il regista si era fabbricato a casa. Venne adottato lo stile del falso documentario e le reali interviste ai cittadini vennero alternate a drammatizzazioni dei loro presunti incontri con la creatura.
I finanziatori e gli attori non erano mai stati coinvolti in una produzione cinematografica prima d'allora: molti di questi ultimi di fatto erano dei semplici clienti di una stazione di servizio di Fouke ed erano stati avvicinati dal cineasta, che li aveva scelti in base alla parte alla quale si sarebbero potuti meglio adattare. Vennero anche assunti studenti delle scuole superiori come membri della troupe, addetti a caricare e spostare le attrezzature. Per quanto riguarda il mostro, il regista decise di mostrarlo soltanto come una figura in ombra in lontananza perché sentiva che l'opera sarebbe stata molto più spaventosa se le sue fattezze fossero state lasciate all'immaginazione dello spettatore. Una volta completato il girato, mise la bobina nel bagagliaio della sua auto e andò a Los Angeles per effettuare la post-produzione. Là incontrò Jamie Mendoza-Nava, che possedeva una piccola società che offriva proprio quel servizio e che accettò di lavorare per una retribuzione anticipata limitata e una piccola percentuale delle entrate al botteghino. Si offrì anche per comporre la colonna sonora e la canzone This is Where the Creature Goes, che venne poi cantata da Pierce stesso. Non si riuscì mai a trovare un grande studio disposto a distribuire la pellicola, quindi nel 1972 venne noleggiato per una settimana un cinema a Texarkana (successivamente noto come Perot Theatre) per proiettarla.
Il lungometraggio suscitò un inaspettato interesse, tant'è che per tutti e sette i giorni si registrarono file di spettatori che arrivarono in alcuni casi addirittura oltre i confini del quartiere dove era situato il locale. Pierce ne rimase stupito e riuscì ad allungare il periodo di proiezione per altre due settimane, ricavando in totale circa 55 000 di dollari. Alla fine stipulò un accordo di distribuzione con Joy N. Houck, proprietario della società indipendente Howco che gli pagò 1,29 milioni di dollari per un interesse del 50% nel film. Entrambi poi firmarono con l'American International Pictures per le eventuali messe in onda e dislocazioni straniere dell'opera. Questa si rivelò un successo nei drive-in e ottenne infine lo status di cult movie, portando al suo creatore un briciolo di fama. E, sebbene le poche recensioni che ricevette da parte dei critici furono abbastanza contrastanti (anche se la rivista Newsweek lo definì «il miglior film sul Bigfoot mai fatto»), alla fine dell'anno guadagnò più di 25 milioni di dollari al box office (ovvero circa 145 milioni, rettificati con l'inflazione del 2017), classificandosi al decimo posto delle pellicole col più alto incasso negli Stati Uniti d'America. Pierce, galvanizzato, giunse ad affermare, in alcune interviste giornalistiche, che avrebbe vinto dei Premi Oscar, ai quali però non fu neanche candidato. Sull'ondata di questo trionfo commerciale, negli anni successivi vennero prodotti film sullo stesso stile riguardanti fenomeni strani e presumibilmente veri; allo stesso tempo tuttavia Julius E. "Smokey" Crabtree, un residente di Fouke che aveva interpretato sé stesso, rimase scontento della società di produzione e intentò una causa contro i produttori e il regista (il quale da allora rifiutò sempre di parlare ai media del fatto e dei suoi svolgimenti).
L'opera venne successivamente pubblicizzata con la tagline:

### Bootleggers, i western eLa città che aveva paura

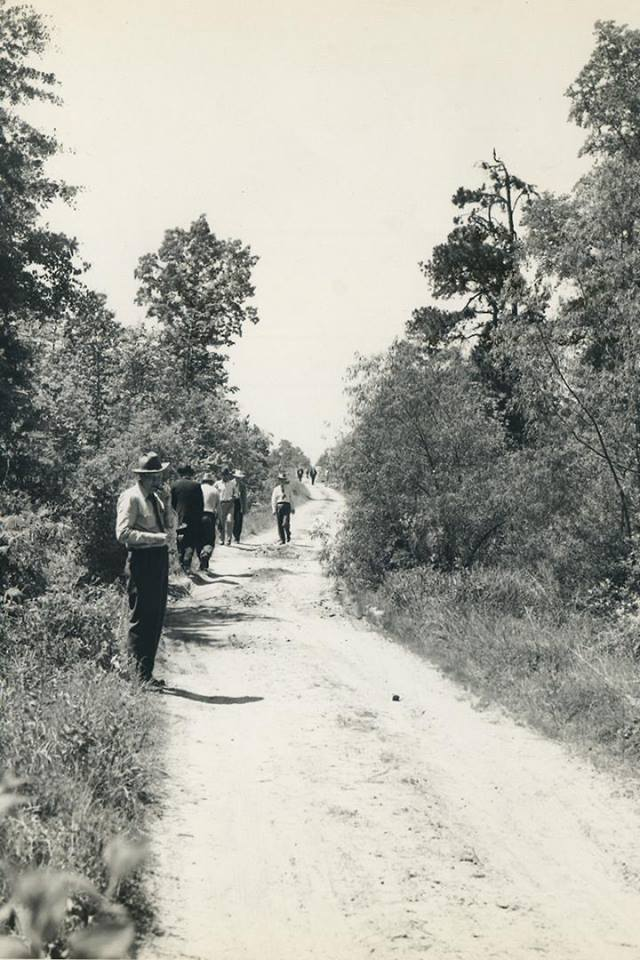
Foto delle indagini sul fantasma di Texarkana

Dopo il successo di The Legend of Boggy Creek, a Pierce venne proposto di girare un sequel, ma egli rifiutò perché voleva cimentarsi in progetti differenti e non riciclare la stessa idea:
(Charles B. Pierce)
Continuò a realizzare film a basso costo ambientati nell'Arkansas e dintorni e principalmente destinati al pubblico di piccole città e zone rurali. Secondo quanto riferito dai suoi familiari, in questo periodo era molto prolifico e iniziava una nuova produzione immediatamente dopo aver terminato l'ultima. Nel 1974 realizzò Bootleggers, una commedia drammatica su due famiglie rivali di contrabbandieri che fanno distillazione clandestina nell'altopiano d'Ozark, in cui recitarono Slim Pickens e Jaclyn Smith (qui in uno dei suoi primi ruoli prima di interpretare Kelly Garrett nella celebre serie televisiva Charlie's Angels). La pellicola si rivelò un discreto successo commerciale, guadagnando 4,2 milioni di dollari, ma le recensioni furono miste (però concordi nell'apprezzare il lavoro svolto da Tak Fujimoto, la cui «lussureggiante fotografia di paesaggi dell'Arkansas ha dato peso alla trama»).
Nella prima metà del 1976 il regista decise di girare due western, genere al quale era particolarmente legato per l'ammirazione che provava per John Ford, co-scritti con il suo partner Earl E. Smith. Il primo fu Cheyenne (Winterhawk), che tratta dei frequenti tafferugli che scoppiavano tra i nativi americani e gli abitanti dei villaggi bianchi e la cui produzione fu funestata da maltempo e problemi con i cavalli sul set; venne però accolto da recensioni molto più positive dei due precedenti lavori. Il secondo invece fu Venti d'autunno (The Winds of Autumn), che invece fu snobbato da critica e pubblico. In entrambi recitarono alcuni collaboratori di Ford (come Slim Pickens, Jack Elam, Ben Johnson, Paul Fix, Jeanette Nolan, Woody Strode, Denver Pyle, Iron Eyes Cody, Leif Erickson e Elisha Cook Jr.), e degli amici dell'autore (aspetto che sarebbe poi diventato ricorrente nella sua filmografia) ed egli stesso si ritagliò delle piccole parti. In parallelo, proseguì anche la sua attività di decoratore di scena in Johnny lo svelto (Black Belt Jones) di Robert Clouse e Foxy Brown, sempre di Hill (1974).
Sempre nel 1976 ritornò al genere horror con La città che aveva paura (The Town That Dreaded Sundown), ispirato alle vicende del fantasma di Texarkana, un serial killer mai identificato che uccise cinque persone nella cittadina del Texas nel 1946 e le cui storie avevano sempre spaventato Pierce quando era piccolo ad Hampton. Ebbe a disposizione un sostanzioso budget di 400 000 dollari e Ben Johnson (vincitore dell'Oscar al miglior attore non protagonista nel 1972 per il suo ruolo ne L'ultimo spettacolo di Peter Bogdanovich) nel ruolo del capitano J.D. Morales, basato sul vero capitano dei Texas Ranger Manuel T. Gonzaullas, all'epoca a capo delle indagini. Ricevette alcune critiche per la violenza grafica ivi rappresentata (in particolare la sequenza in cui l'assassino lega una donna a un albero, attacca un coltello all'estremità di un trombone, quindi la pugnala ripetutamente mentre suona lo strumento), alle quali rispose affermando di aver intenzionalmente reso brutale il film perché non voleva addolcire troppo le modalità con cui si svolsero realmente gli omicidi. Mentre venivano girate queste scene, cercò di creare un clima di suspense, pulendo il set e tenendosi soltanto gli attori ed i membri dello staff che gli servivano in quel momento, ai quali inoltre impedì di parlare l'un l'altro. Anche qui interpretò un personaggio minore, ovvero Patrolman A.C. "Spark Plug" Benson,, un poliziotto idiota che doveva fungere da spalla comica. Nel complesso, le riprese si svolsero in maniera molto rapida e non ci furono intoppi e contemporaneamente Pierce fece il decoratore di scena per svariate produzioni, tra cui Il texano dagli occhi di ghiaccio (The Outlaw Josey Wales), di Clint Eastwood (1976), e A proposito di omicidi... (The Cheap Detective), di Robert Moore (1978).
In realtà la pellicola gli causò numerosi problemi con gli abitanti di Texarkana: la figlia Amanda Squitiero raccontò che «durante le riprese, [Pierce] ha iniziato a ricevere minacce di morte [...] Era diventato un tale problema che ci siamo trasferiti a lungo in Texas come conseguenza. Mia madre ci ha portato in una fortezza perché era preoccupata per la nostra sicurezza. Le cose si sono raffreddate a Texarkana, quindi il Little Rock Film Festival ora assegna il loro Charles B. Pierce Award per il miglior film prodotto in Arkansas.»
L'American International Pictures distribuì il film negli Stati Uniti il 24 dicembre 1976, e poi in Svezia (nel 1977), Germania dell'Ovest (nel 1978) e nelle Filippine (1979). Venne proiettato nei drive-in fino alla fine del 1977 e fu mandato in onda già nel giugno 1978. La critica lo accolse in maniera abbastanza positiva, sebbene alcuni si lamentarono del fatto che «appare non professionale» sotto alcuni aspetti, e divenne ben presto anch'esso un film di culto.

### I tre film per l'American International Pictures

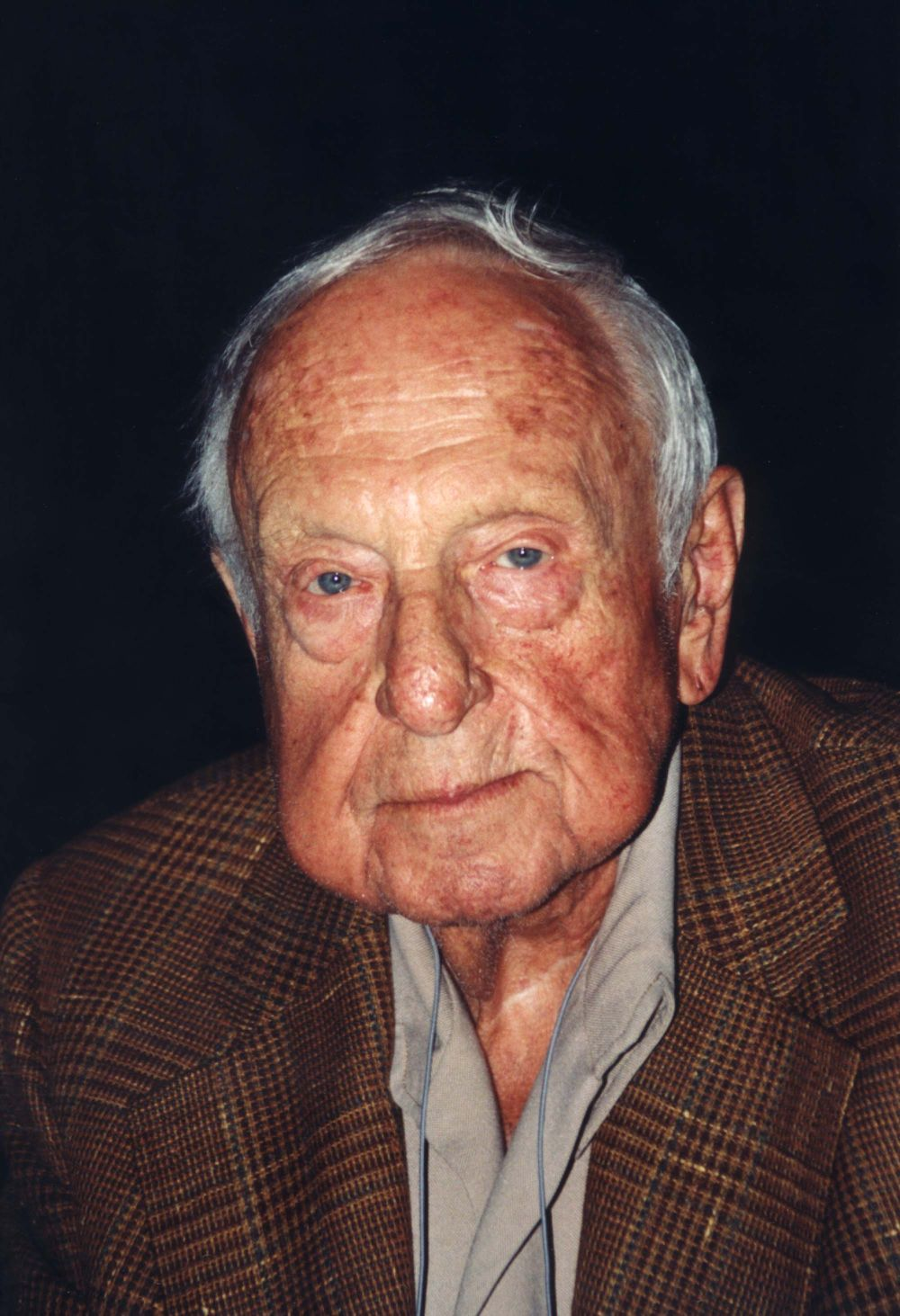
Samuel Z. Arkoff (qui nel 2000), che costrinse Pierce a girare tre film per lui per rimediare ai modesti incassi de La città che aveva paura

Il proprietario della casa di distribuzione Samuel Z. Arkoff reputò «modesti» gli incassi de La città che aveva paura e così offrì a Pierce un contratto per tre film che avrebbe dovuto girare per lui. Egli allora si mise al lavoro prima su Aquila grigia il grande capo dei Cheyenne (Grayeagle) (un altro western basato sulla leggenda Cheyenne seconda la quale il figlio di un uomo bianco, avuto con una donna indiana, sarebbe stato rapito e cresciuto da un guerriero chiamato Aquila grigia, cioè Greyeagle), in cui recitò come Bugler, un pazzo inglese che finge di essere uno Shoshone, e poi su Il principe Thorwald (The Norseman), con protagonista Lee Majors che interpreta un principe vichingo che andò in America per salvare suo padre dagli indiani. Uscito nel 1978, quest'ultimo risultò essere il primo film del regista con un budget elevato (circa 3 milioni di dollari, dei quali due vennero spesi per la post-produzione a Shreveport) e girato al di fuori dall'Arkansas (ovvero in Florida, tra Hillsborough River State Park, New Port Richey e Tampa). L'anno successivo partì la produzione del terzo ed ultimo lungometraggio, The Evictors, un thriller ambientato nel 1942 in cui una giovane coppia di città (Michael Parks e Jessica Harper), dopo aver comprato una casa di campagna nella Louisiana, vede la propria vita sconvolta da un frequenti attacchi e agguati da parte di un uomo misterioso. Nello stendere la sceneggiatura, l'autore si ispirò alla storia vera (letta su una rivista poliziesca) di una famiglia del Kansas che aveva ucciso qualcuno che cercava di sfrattarli dalla proprietà. Per abbinare la luce del tardo pomeriggio alla fotografia necessaria per il set della fattoria, fece installare dei riflettori all'esterno e deviò i raggi del sole attraverso le finestre, che erano dotate di tende bianche trasparenti per dare agli attori un bagliore inquietante.
Ognuna di queste pellicole si rivelò un flop al botteghino e la critica le accolse negativamente, tranne The Evictors, che invece ricevette alcune parole di elogio per la ricostruzione storica e per alcune sequenze orrorifiche. Pierce stesso tentò di difenderla, considerandola uno dei suoi film migliori, al netto di un finale infelice, sul quale disse: «Probabilmente non avevo altro modo per farlo finire».

### Il declino
Negli anni ottanta, per proseguire la sua carriera da cineasta, Pierce si trasferì a Carmel-by-the-Sea, in California, dove conobbe e fece amicizia con l'attore Clint Eastwood. Con lui, sviluppò un trattamento cinematografico che poi sarebbe stato alla base di Coraggio... fatti ammazzare (Sudden Impact) (1983), il quarto film della serie sull'ispettore Harry Callaghan. Gli venne accreditato il soggetto assieme a Earl E. Smith (mentre a Joseph C. Stinson la sceneggiatura vera e propria) e affermò di essere stato l'ideatore della celebre catchphrase «Go ahead, make my day», che venne nominata come una delle dieci migliori citazioni cinematografiche di tutti i tempi dall'American Film Institute. La frase fu ispirata da qualcosa che suo padre una volta gli aveva detto in gioventù mentre lo incoraggiava a falciare il prato: «When I come home tonight and the yard has not been mowed, you're going to make my day.» Tuttavia, la paternità di questa citazione venne messa in discussione, in quanto era già presente nel film del 1982 Police Station - Turno di notte (Vice Squad), diretto da Gary Sherman. Nello stesso anno, Pierce girò Via di qui uomo bianco (Sacred Ground), altro film western con Tim McIntire, Jack Elam e L.Q. Jones.

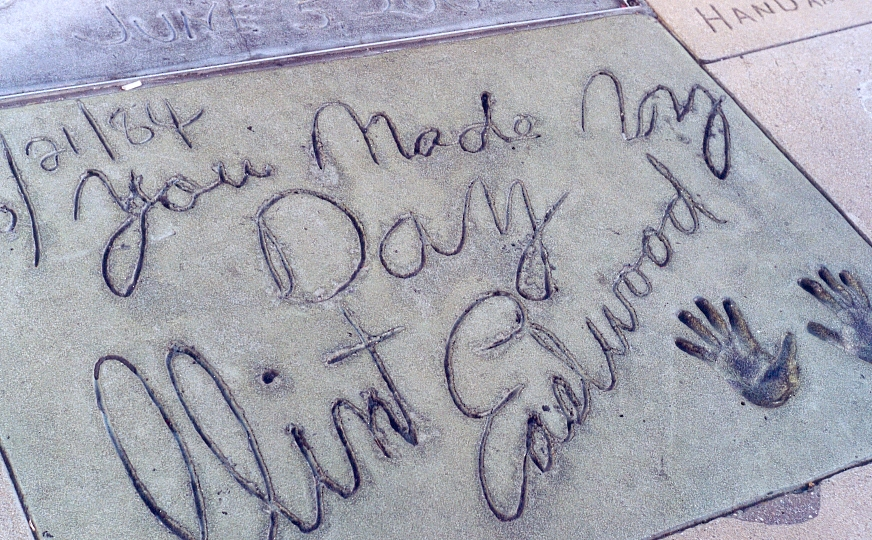
Allusione di Clint Eastwood (in un calco effettuato per il Grauman's Chinese Theatre ad Hollywood nell'agosto 1984), alla nota frase del suo personaggio Callaghan «Go ahead, make my day», la cui paternità è stata più volte rivendicata da Charles B. Pierce

Nel 1985 invece cedette alle pressioni dei produttori dell'American International Pictures e girò il seguito di The Legend of Boggy Creek, ovvero Yeti - La leggenda continua (Boggy Creek II: And the Legend Continues), che ignora le vicende narrate in un altro sequel, Return to Boggy Creek (diretto da Tom Moore nel 1977). Questa volta inoltre ricoprì la parte da protagonista, interpretando un antropologo che porta tre suoi studenti (uno dei quali, Tim Thornton, era suo figlio Chuck Pierce, Jr.) in una spedizione nel bayou per rintracciare la creatura. L'opera venne stroncata da critica e pubblico; egli stesso la considerò il suo peggior lavoro:
(Charles B. Pierce)
Nel 1999 gli fu dedicato il sesto episodio della decima stagione di Mystery Science Theater 3000, una serie televisiva comica in cui i personaggi protagonisti guardano e prendono in giro dei film di serie B.
Boggy Creek II: And the Legend Continues segnò in definitiva il declino del regista. Di fatto, con il successivo L'uomo delle grandi pianure (Hawken's Breed, 1987), ennesimo western con Peter Fonda a fare un vagabondo che salva una ragazza Shawnee, gli venne negato il director's cut e il prodotto ultimato non gli piacque affatto. Amanda Squitiero raccontò che:
(Amanda Squitiero)
Proseguì intanto la sua carriera per la televisione sia come decoratore di scena, lavorando in alcuni episodi di MacGyver, Mai dire sì, Ai confini della realtà, sia come direttore artistico, nella miniserie Fresno, grazie alla quale ricevette la sua unica candidatura (condivisa con Tommy Goetz, scenografo, e Mary Ann Good, arredatrice di scena) ai Primetime Emmy Award nella categoria Miglior direzione artistica (Outstanding Art Direction for a Miniseries or a Special).
Come regista invece perse ogni interesse, realizzando soltanto altri due lungometraggi negli anni novanta (che non scrisse né produsse). Tutti e due non ebbero nemmeno una vera e propria distribuzione, scomparendo ben presto dalla circolazione: Renfroe's Christmas (1997), adattamento cinematografico dell'omonimo libro per bambini di Robert J. Burch, e Chasing the Wind (1998), film epico su un uomo delle montagne. Quest'ultimo sarebbe stato il suo ultimo lavoro, poiché subito dopo la sua ultimazione si allontanò definitivamente dalle industrie cinematografica e televisiva.

### Gli ultimi anni
Negli ultimi dieci anni della sua vita, Pierce non smise di pensare a possibili nuovi progetti cinematografici; come raccontò sua figlia Amanda Squitiero:
Un giornalista, che ebbe un rapporto telefonico con lui fino alla fine, ricordò che: «Era una persona molto sincera, e si è sempre preso la briga di ciò che voleva dirti [...] Nonostante ciò che il destino gli aveva consegnato, non era rancoroso [...] almeno più di quanto sia chiunque abbia mai lavorato a Hollywood, per impostazione predefinita. Aveva acquistato una prima videocamera HD e stava girando splendidi filmati naturalistici per un progetto che non era mai stato completato. E stava pensando di fare un remake di The Legend of Boggy Creek.» Nei primi anni Duemila cominciò a stendere anche la sceneggiatura per un ipotetico seguito de La città che aveva paura, che però non completò mai. Circa nel 2008, mentre erano al lavoro sul film horror The Wild Man of the Navidad, i registi Duane Graves e Justin Meeks (suoi grandi ammiratori) lo cercarono come consulente per il loro lavoro, ma egli rifiutò, perché, secondo Graves, «se non conduce lo spettacolo, non è interessato».
Nel 2008, Pierce venne onorato al Little Rock Film Festival con una retrospettiva in cui vennero proiettati i suoi film ed un Lifetime Achievement Award. Contestualmente, il premio al miglior film venne rinominato "Charles B. Pierce Award for Best Film Made in Arkansas". Ad ottobre 2009, l'Arkansas Arts Council gli conferì il Judges' Special Recognition Award alla cerimonia del Governor's Arts Awards ad Hot Springs. Il 2 settembre 2010, venne introdotto nell'Arkansas Entertainers Hall of Fame dopo un ricevimento all'Arkansas Governor's Mansion a Little Rock. Il 5 marzo dello stesso anno morì a settantun'anni per cause naturali nella casa di riposo Signature Care di Dover, Tennessee, dove si era trasferito poco tempo prima. 
Nonostante fosse stato membro di lunga data della DGA, non venne ricordato in occasione del tributo annuale “In Memoriam” della cerimonia dei Premi Oscar 2011 (assieme a Farrah Fawcett). In Arkansas, il 16 giugno venne dichiarato il Charles B. Pierce Day dai due sindaci di Texarkana, Bob Brueggeman (della sezione Texas) e Wayne Smith (della sezione Arkansas).

### Vita privata
Pierce fu sposato con Florene Lyons per diciassette anni, con la quale ebbe tre figli: Pamula Pierce Barcelou (truccatrice in molti suoi film), Charles Bryant Pierce Jr. (che recitò in Bootleggers, Venti d'autunno, Cheyenne, Il principe Thorwald, Yeti - La leggenda continua e L'uomo delle grandi pianure) e Amanda Pierce Squitiero, che a sua volta gli diede sei nipoti. Successivamente convolò a nozze con Cindy Butler, apparsa in un piccolo ruolo in La città che aveva paura, ma divorziò anche da lei. Si unì in matrimonio per la terza volta con Beth Pulley, conosciuta durante la lavorazione di L'uomo delle grandi pianure. La coppia ebbe due figliastri, Betsy Mathis Gillespie e Melissa Mathis Daley, e tre nipoti.

## Influenza culturale

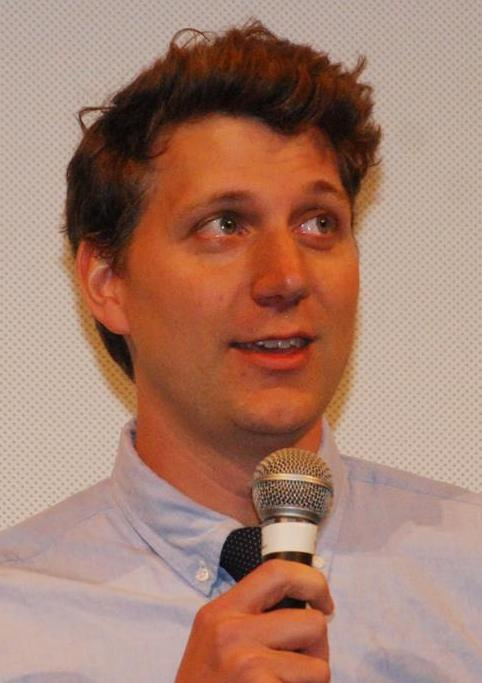
Il regista Jeff Nichols (qui nel 2012) prese a modello Charles B. Pierce per realizzare tutti i suoi film, ambientandoli e girandoli come lui nella nativa Arkansas

Molti furono i registi che si ispirarono a lui, in virtù della sua indipendenza dai produttori e della volontà con cui realizzò molte delle sue opere, con le quali non solo seppe dare una grande spinta all'industria cinematografica dell'Arkansas, ma riuscì anche a rivoluzionare il cinema indipendente del sud degli Stati Uniti in generale: Harry Thomason lo elogiò per aver trovato il successo in modo indipendente in un momento il controllo da parte dei principali Studios era totale; il giornalista Daniel Kremer scrisse che «I cultisti colti dell'epoca lo hanno marchiato il George Romero del sud, ma per molti versi è disonesto. I film più personali di Pierce fanno riferimento a classici canonici americani del cinema con un livello sorprendente e insolito di riverenza e raffinatezza visiva (evidenziato soprattutto nei suoi primi western). Winterhawk (1975) e Grayeagle (1977), le sue due meditazioni su The Searchers (1956), si inseriscono entrambi nei contorni dei panoramici western di John Ford che aprono l'epopea della frontiera americana su temi di tradizione, famiglia, cavalleria, spiritualità e individualismo aspro.» 
Christopher Crane, Commissario dell'Arkansas Film, disse che:
In particolare il suo approccio alla realizzazione di ogni sua pellicola, che prevedeva il controllo o lo svolgimento addirittura di più mansioni sul set, divenne un aspetto fondamentale nel cinema indipendente. Come raccontò Amanda Squitiero: «Se il budget lo richiedeva, sarebbe stato il tecnico del suono, l'elettricista, il macchinista e un attore. Voleva tutto il controllo artistico che poteva avere, motivo per cui doveva essere indipendente. Amava anche dare nuove possibilità alle persone. Alcune delle stesse persone che sono ancora nel settore hanno iniziato con mio padre.»
Daniel Myrick, co-regista di The Blair Witch Project (1999), affermò in un articolo dell'Orlando Sentinel edito il giorno di Halloween, di essere rimasto profondamente influenzato da The Legend of Boggy Creek, uno dei film con il quale crebbe da ragazzino, e che assieme a Eduardo Sánchez volle con quel mockumentary «attingere alla paura primordiale generata dal formato fact-or-fiction come The Legend of Boggy Creek».
Alfonso Gomez-Rejon girò nel 2014 The Town That Dreaded Sundown, un meta-sequel de La città che aveva paura incentrato su un misterioso individuo che tenta di emulare il Fantasma della pellicola del 1976, compiendo una serie di omicidi a Texarkana; il prologo riassume brevemente l'opera originale di Pierce, sottolineandone l'importanza e l'impatto culturale, mentre nel corso del film alcuni personaggi discutono sulla figura del regista stesso, soprattutto il figlio Charles B. Pierce Jr., interpretato da Denis O'Hare e rielaborato come un folle che elabora delle teorie del complotto sul serial killer e sul lungometraggio del padre.

## Filmografia

### Regista
- The Legend of Boggy Creek (1972)
- Bootleggers (1974)
- Cheyenne (Winterhawk) (1976)
- Venti d'autunno (The Winds of Autumn) (1976)
- La città che aveva paura (The Town That Dreaded Sundown) (1976)
- Aquila grigia il grande capo dei Cheyenne (Grayeagle) (1977)
- Il principe Thorwald (The Norseman) (1978)
- The Evictors (1979)
- Via di qui uomo bianco (Sacred Ground) (1983)
- Yeti - La leggenda continua (Boggy Creek II: And the Legend Continues) (1985)
- L'uomo delle grandi pianure (Hawken's Breed) (1987)
- Renfroe's Christmas (1997)
- Chasing the Wind (1998)

### Sceneggiatore
- Bootleggers, regia di Charles B. Pierce (1974)[N 4]
- Cheyenne (Winterhawk), regia di Charles B. Pierce (1976)[N 5]
- Venti d'autunno (The Winds of Autumn), regia di Charles B. Pierce (1976)[N 4]
- Aquila grigia il grande capo dei Cheyenne (Grayeagle), regia di Charles B. Pierce (1977)[N 6]
- Il principe Thorwald (The Norseman), regia di Charles B. Pierce (1978)
- The Evictors, regia di Charles B. Pierce (1979)[N 7]
- Via di qui uomo bianco (Sacred Ground), regia di Charles B. Pierce (1983)
- Coraggio... fatti ammazzare (Sudden Impact), regia di Clint Eastwood (1983)[N 8]
- Yeti - La leggenda continua (Boggy Creek II: And the Legend Continues), regia di Charles B. Pierce (1985)
- L'uomo delle grandi pianure (Hawken's Breed), regia di Charles B. Pierce (1987)

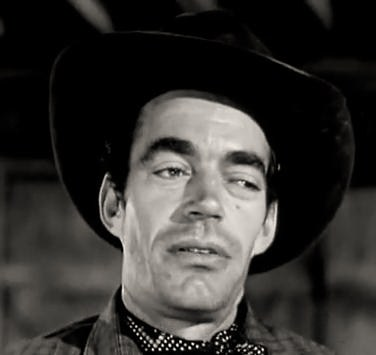
Tra i frequenti collaboratori di Pierce figura anche l'attore Jack Elam (in foto nel 1954), che è apparso in cinque suoi film. I due anche recitarono insieme, in Incontri ravvicinati ad Aurora (The Aurora Encounter) di Jim McCullough Sr. nel 1986.

### Produttore
- The Legend of Boggy Creek, regia di Charles B. Pierce (1972)
- Bootleggers, regia di Charles B. Pierce (1974)
- Cheyenne (Winterhawk), regia di Charles B. Pierce (1976)
- Venti d'autunno (The Winds of Autumn), regia di Charles B. Pierce (1976)
- La città che aveva paura (The Town That Dreaded Sundown), regia di Charles B. Pierce (1976)
- Aquila grigia il grande capo dei Cheyenne (Grayeagle), regia di Charles B. Pierce (1977)[N 9]
- Il principe Thorwald (The Norseman), regia di Charles B. Pierce (1978)
- The Evictors, regia di Charles B. Pierce (1979)
- Yeti - La leggenda continua (Boggy Creek II: And the Legend Continues), regia di Charles B. Pierce (1985)
- L'uomo delle grandi pianure (Hawken's Breed), regia di Charles B. Pierce (1987)

### Attore
- Bootleggers, regia di Charles B. Pierce (1974)
- Venti d'autunno (The Winds of Autumn) (1976), regia di Charles B. Pierce
- La città che aveva paura (The Town That Dreaded Sundown), regia di Charles B. Pierce (1976)
- Aquila grigia il grande capo dei Cheyenne (Grayeagle), regia di Charles B. Pierce (1977)
- Yeti - La leggenda continua (Boggy Creek II: And the Legend Continues), regia di Charles B. Pierce (1985)
- Incontri ravvicinati ad Aurora (The Aurora Encounter), regia di Jim McCullough Sr. (1986)
- L'uomo delle grandi pianure (Hawken's Breed), regia di Charles B. Pierce (1987)
- Renfroe's Christmas, regia di Charles B. Pierce (1997)

### Direttore della fotografia
- The Legend of Boggy Creek, regia di Charles B. Pierce (1972)
- Via di qui uomo bianco (Sacred Ground), regia di Charles B. Pierce (1983)

### Arredatore di scena

#### Cinema
- Waco, una pistola infallibile (Waco), regia di R.G. Springsteen (1966)
- An Eye for an Eye, regia di Michael D. Moore (1966)
- Pookie, regia di Alan J. Pakula (1969)
- 80 Steps to Jonah, regia di Gerd Oswald (1969)
- Fragole e sangue (The Strawberry Statement), regia di Stuart Hagmann (1970)
- Il casello fantasma (The Phantom Tollbooth), regia di Chuck Jones, Abe Levitow, Dave Monahan (1970)
- Dingus, quello sporco individuo (Dirty Dingus Magee), regia di Burt Kennedy (1970)
- ...E dopo le uccido (Pretty Maids All in a Row), regia di Roger Vadim (1971)
- Il pirata dell'aria (Skyjacked), regia di John Guillermin (1972)
- Coffy, regia di Jack Hill (1973)
- Wicked, Wicked, regia di Richard L. Bare (1973)
- Dillinger, regia di John Milius (1973)
- Scream Blacula Scream, regia di Bob Kelljan (1973)
- La gang dei bassotti (Little Cigars), regia di Chris Christenberry (1973)
- Johnny lo svelto (Black Belt Jones), regia di Robert Clouse (1974)
- Foxy Brown, regia di Jack Hill (1974)
- Our Time, regia di Peter Hyams (1974)
- Con tanti cari... cadaveri detective Stone (Black Eye), regia di Jack Arnold (1974)
- L'esecuzione... una storia vera (Act of Vengeance), regia di Bob Kelljan (1974)
- Pazzo pazzo West! (Hearts of the West), regia di Howard Zieff (1975)
- Il texano dagli occhi di ghiaccio (The Outlaw Josey Whales), regia di Clint Eastwood (1976)
- A proposito di omicidi... (The Cheap Detective), regia di Robert Moore (1978)
- Ultimo handicap (Casey's Shadow), regia di Martin Ritt (1978)
- Carny un corpo per due uomini (Carny), regia di Robert Kaylor (1980)
- Baja Run, regia di Marc Kolbe (1996)

#### Televisione
- Il ladro (T.H.E. Cat) - Serie TV, 1x01 (1966)
- Per favore non mangiate le margherite (Please Don't Eat the Daisies) - Serie TV, 2x01-2x05, 2x07-2x12 e 2x14 (1966)
- Pistols 'n' Petticoats - Serie TV, 1x22 (1967)
- Hondo - Serie TV, 1x03-1x17 (1967)
- Una moglie per papà (The Courtship of Eddie's Father) - Serie TV, 6 episodi (1969-1971)
- Earth II, regia di Tom Gries - Film TV (1971)
- Bearcats! - Serie TV, 6 episodi (1971)[N 10]
- Goodnight, My Love, regia di Peter Hyams - Film TV (1972)
- Lo strangolatore della notte (The Night Strangler), regia di Dan Curtis - Film TV (1973)
- Hawkins - Serie TV, 1x01 (1973)
- The Wide World of Mystery - Serie TV, episodi 1x03, 2x05, 2x15 (1973-1974)
- Killer Bees, regia di Curtis Harrington - Film TV (1974)
- The Invasion of Carol Enders, regia di Burt Brinckerhoff - Film TV (1974)
- Savages, regia di Lee H. Katzin - Film TV (1974)
- Death Sentence, regia di E.W. Swackhamer - Film TV (1974)
- Prigionieri del mare (Trapped Beneath the Sea), regia di William A. Graham - Film TV (1974)
- Far Out Space Nuts - Serie TV, episodi 1x01, 1x02 (1975)
- Massacro a Kansas City (The Kansas City Massacre), regia di Dan Curtis - Film TV (1975)
- A Circle of Children, regia di Don Taylor - Film TV (1977)
- Spiaggia a Zuma (Zuma Beach), regia di Lee H. Katzin - Film TV (1978)
- The Triangle Factory Fire Scandal, regia di Mel Stuart - Film TV (1979)
- Una storia del West (The Chisholms) - Serie TV, 4 episodi (1979-1980)
- California - Serie TV, tutta la seconda stagione (1980-1981)
- Return of the Man from U.N.C.L.E., regia di Ray Austin - Film TV (1983)
- Love Thy Neighbor, regia di Tony Bill - Film TV (1984)
- Berrenger's - Serie TV, episodio 1x02 (1984)
- Ai confini della realtà (The Twilight Zone) - Serie TV, 1x09, 1x10, 1x11 (1985)
- Vita col nonno (Our House) - Serie TV, episodio 1x01 (1986)
- The Ellen Burstyn Show - Serie TV, episodio 1x01 (1986)
- Mai dire sì (Remington Steele) - Serie TV, episodi 5x01, 5x02, 5x03 (1987)
- Duetto (Duet) - Serie TV, 6 episodi (1987-1988)
- Paradise - Serie TV, episodio 2x18 (1990)
- Mio zio Buck (Uncle Buck) - Serie TV, episodio 1x03 (1990)
- Get a Life - Serie TV, 5 episodi (1991)
- MacGyver - Serie TV, 10 episodi (1991)

### Direttore artistico

#### Televisione
- Fresno, regia di Jeff Bleckner - Miniserie TV, episodi The Raisin Basket of the World, 1.3, 1.4 e 1.5 (1986)

## Riconoscimenti
- Primetime Emmy Awards
  - 1987 – Candidatura alla migliore direzione artistica per Fresno[62]